# حاجي عباس كندي
حاجي عباس كندي (بالإنجليزية: Hajji Abbas Kandi)‏ هي منطقة سكنية تقع في قسم انغوت الغربي الريفي في إيران. يقدر عدد سكانها بـ 26 نسمة .